# Wał (województwo mazowieckie)
Wał – wieś sołecka w Polsce położona w województwie mazowieckim, w powiecie grójeckim, w gminie Nowe Miasto nad Pilicą.
Wieś szlachecka położona była w drugiej połowie XVI wieku w powiecie bielskim ziemi rawskiej województwa rawskiego. W latach 1975–1998 miejscowość należała administracyjnie do województwa radomskiego.

## Urodzeni w Wale
- Marcin Dunin – polski biskup rzymskokatolicki, arcybiskup metropolita gnieźnieński i poznański oraz prymas Polski w latach 1831–1842
- Józef Zawitkowski (1938–2020) – polski biskup rzymskokatolicki.